# Coelotes ibukiensis
Coelotes ibukiensis là một loài nhện trong họ Amaurobiidae.
Loài này thuộc chi Coelotes. Coelotes ibukiensis được miêu tả năm 2009 bởi Nishikawa.